# Амка
Амка — река в Охотском районе Хабаровского края, Россия, левый приток Ульи. Длина реки — 126 км, площадь водосборного бассейна — 4490 км².
Начинается на высоте более 563 м над уровня моря в восточной части Юдомо-Майского нагорья. В верховьях и среднем течении течёт преимущественно в южном и юго-восточном направлении по холмистой местности, покрытой в основном лиственницей и берёзой. Ограничивает с запада Уракское плато. Ближе к устью, приняв справа приток Нют, поворачивает на восток, а после впадения Хакарина — на юго-восток. Впадает в Улью по левому берегу на высоте 85 м над уровнем моря в 69 км от устья Ульи. В нижнем течении ширина русла достигает 87 м при глубине 0,8 м, скорость течения — 1,6 м/с.

## Основные притоки
Указаны поименованные притоки длиной 30 км и более
| Название | Расстояние от устья | Длина | Положение |
| -------- | ------------------- | ----- | --------- |
| Девокша  | 4                   | 61    | правый    |
| Хакарин  | 20                  | 58    | левый     |
| Нют      | 31                  | 45    | правый    |
| Хетаны   | 70                  | 65    | правый    |

## Данные водного реестра
По данным государственного водного реестра России и геоинформационной системы водохозяйственного районирования территории РФ, подготовленной Федеральным агентством водных ресурсов:
- Бассейновый округ — Амурский
- Речной бассейн — бассейны рек Охотского моря от хребта Сунтар-Хаята до Уды
- Речной подбассейн — нет
- Водохозяйственный участок — реки бассейна Охотского моря от северо-восточной границы бассейна реки Иня до границы бассейна реки Уда
- Код объекта в государственном водном реестре — 20010000112119000156163[4].